# Вокиша (Висконсин)
Вокиша (енгл. Waukesha) град је у америчкој савезној држави Висконсин.

## Демографија
По попису из 2010. године број становника је 70.718, што је 5.893 (9,1%) становника више него 2000. године.
| Група             | 2000.          | 2010.          |
| Белци             | 56.191 (86,7%) | 56.868 (80,4%) |
| Афроамериканци    | 831 (1,3%)     | 1.660 (2,3%)   |
| Азијати           | 1.407 (2,2%)   | 2.495 (3,5%)   |
| Хиспаноамериканци | 5.563 (8,6%)   | 8.529 (12,1%)  |
| Укупно            | 64.825         | 70.718         |